# صولت‌السلطنه هزاره
محمد یوسف خان هزاره مشهور به صولت السلطنه هزاره (زاده ۱۲۷۰ در تایباد کنونی یا ۱۲۷۸ در خراسان - درگذشته ۱۶ مهر ۱۳۲۲- روستای اشتیوان، باخرز) نخستین نماینده سنی مذهب خراسانی در مجلس شورای ملی و تنها سنی مذهبی است که در تاریخ مجالس قانونگذاری ایران، نماینده مشهد بوده‌است. او در زمستان ۱۳۲۰ خورشیدی علیه دولت مرکزی شورید و مدت کوتاهی بر بخش گسترده‌ای از خراسان حکمروایی کرد.
صولت السلطنه هزاره توانست با تکیه بر سوابق تاریخی ایل هزاره و همچنین بهره‌برداری از زمینه مساعدی که اقدامات نظام پهلوی برجای گذاشته بود، نه تنها عشایر شرق و شمال و غرب خراسان، بلکه بسیاری از دیگر قشرها مردم را نیز برانگیزد و برای مدت زمانی کوتاه در زمستان ۱۳۲۰ بر بخش گسترده‌ای از خراسان حکمروایی کند.
به نظر می‌رسد قیام صولت در جهت دستیابی به منافع شخصی بوده‌است و در بعد سیاسی چندان مطرح نیست؛ زیرا صولت در برای گرفتن املاکش اقدام کرده بود و پس از اینکه حکومت مرکزی پاسخ مناسبی به خواسته وی نداده‌است بنا به سرپیچی و قیام می‌گذارد.

## تاریخ قوم هزاره
هزاره‌ها اقوام بومی خراسان قدیم هستند که در محدوده رشته‌کوه‌های هندوکش در بخش‌های شمالی و غربی رودهای هلمند و ترناک رود، یعنی از دامنه‌های هندوکش و کوه بابا گرفته تا هرات و اطراف هریرود ساکن بودند.
تا پیش از آنکه بر اساس عهدنامهٔ پاریس در دورهٔ ناصرالدین شاه سرزمین افغانستان از ایران جدا شود، خراسان بزرگ بخشی از غرب این سرزمین را در بر می‌گرفت و اقوام و ایلات مختلف در آن سکونت داشتند. یکی از این اقوام هزاره‌ها بودند. این قوم که پس از کشیدن خط مرزی میان ایران و افغانستان در دو سوی مرز سکونت اختیار کردند در تاریخ معاصر خراسان و به ویژه مشهد نقش‌های متعددی بر عهده داشته‌اند. رهبری این قوم در اواخر دورهٔ قاجار و همچنین دورهٔ پهلوی با محمدیوسف خان هزاره، معروف به «صولت السلطنه» بود.

## اوایل زندگی و جوانی

صولت‌السطلنه هزاره (دومین نفر نشسته از راست) در کنار برادران و دایی‌هایش

صولت السلطنه هزاره از طایفه هزاره بود که بیشتر این قوم در افغانستان سکونت دارند. جد او یوسف‌خان میرپنج در مرز افغانستان و باخرز و یوسف آباد تایباد روستای محسن‌آباد سکنی داشته‌است. پدر او شجاع‌الملک از زمان‌های گذشته مرزدار خراسان بود و امنیت حدود جام و باخرز و خواف را به عهده داشت. مادر او رفیعه‌خانم، دختر پلنگ‌توش خان جلایر بود. او دارای چهار برادر به نام‌های صارم‌الملک، منتصرالملک، احمدخان و محمدخان بود. محمد رضاخان شجاع الملک دو همسر اختیار کرد٫ نخست همسری هزاره و فرزندانش از او صارم الملک و آغا بی بی خانم (همسر شوکت السلطنه تیموری) سپس دختر یلانتوش خان جلایر (خاندان حاکم کلات) و فرزندانش از او محمد یوسف صولت السلطنه، علی نقی خان منتصرالملک، محمدخان و احمدخان و ناهید خانم بودند.
او در جوانی در زمره مشروطه‌خواهان قرار داشت و در انتخابات دوره پنجم مجلس شورای ملی در سال ۱۳۰۲ توانست ۵۳ درصد آرا را به دست بیاورد اما انجمن نظارت بر انتخابات، به این علت که سن او را برای نمایندگی قانونی (سی سال) نمی‌دانست برایش اعتبارنامه صادر نکرد. حکومت خراسان بی اعتنا به نظر انجمن نظارت، صولت‌السلطنه را به عنوان نماینده منتخب به مجلس معرفی کرد که در مجلس بحث‌انگیز شد. سرانجام بیش از هشت ماه پس از آغاز به کار مجلس، جلسه رسیدگی به اعتبارنامه او تشکیل شد. رئیس التجار نماینده سبزوار در مخالفت با اعتبارنامه‌اش گفت که او در عروسی پدر صولت‌السلطنه در سال ۱۳۱۶ قمری (۱۲۷۷ خورشیدی) شرکت داشته‌است و بنابراین، او حداکثر ۲۴ یا ۲۵ سال سن دارد. بحث بر سر صلاحیت سنی صولت‌الدوله به دعوا میان رئیس‌التجار و ملک‌التجار نماینده مشهد کشید که رئیس‌التجار را «مال مردم خور» و «دزد» خطاب کرد و او را متهم کرد که «اختلاس کرده، اموال آستانه [قدس رضوی] را خورده و ایلخانی زعفرانلو را از هستی ساقط کرده‌است». سرانجام اعتبارنامه صولت‌السلطنه با ۵۹ رأی موافق در برابر ۳۳ رأی مخالف از تصویب مجلس گذشت.
صولت‌السلطنه برای آنکه به انقراض سلسله قاجاریه و سپردن سلطنت به دودمان پهلوی رأی ندهد در جلسهٔ تغییر سلطنت در چهارم آبان ۱۳۰۴ شرکت نکرد. همین موضوع باعث شد که رضاشاه به او اجازه ندهد تا در مجلس ششم و مجلس مؤسسان نامزد نمایندگی شود.
پس از تثبیت قدرت رضاشاه و سیاست سخت‌گیری او به خان‌های مناطق مرزی، به دستور او ایرج مطبوعی، فرمانده لشکر نهم شرق به صولت‌السلطنه اتهام قاچاق و ارتباط با بیگانگان زد و خواستار اخراج صولت‌السطنه از خراسان شد. پس صولت‌السلطنه دستگیرشده و ابتدا به زندان قصر در تهران فرستاده شد و سپس در سال ۱۳۱۴ او را به همراه خانواده به فارس تبعید نمودند. ژرژ آقابکوف جاسوس نامدار روسیه در کتاب جنجالی که منتشر کرد به ارتباط او با خودش و کمک صولت‌السلطنه به انتقال مخفیانه نیروهای روسیه و تفنگ از ایران به هند اشاره می‌کند.

## شورش خراسان
رضاشاه در پی سیاست اسکان و سرکوب عشایر برای آنکه از جانب هزاره‌ها آسوده‌خاطر باشد، صولت السلطنه را از مشهد احضار و در تهران زندانی نمود. بعد از حدود دو سال، در سال ۱۳۱۴ ش/ ۱۹۳۵ م، همراه با خانواده‌اش به فارس تبعید شد و در محل جدید به جای املاک خراسان زمین‌های در یزد و فیروزآباد فارس به آن‌ها داده شد. با وجود شرایط دشوار، هزاره‌ها تلاش‌های عمرانی و کشاورزی گسترده‌ای در فارس داشتند که نتایج چشمگیری نیز به بار آورد. اما در پی حوادث شهریور ۱۳۲۰ و بازگشت خان‌های قشقایی به فارس که صاحبان اصلی املاک واگذار شده به هزاره‌ها بودند و قطع عواید املاک مزبور، وضع دگرگون شد.
او پس از آنکه متفقین ایران را اشغال کردند و رضاشاه از کشور تبعید شد به تهران بازگشت. پس از آنکه تلاش‌هایش برای احقاق حق و پس‌گرفتن املاک در تهران طرفی نبست و حتی تهدید به مرگ شد، به خراسان رفت و در مشهد با تعدادی از رؤسای قبایل محلی و خان‌ها ارتباط برقرار کرد و از آن‌ها برای همکاری در راستای به دست آوردن قدرت از دست رفته کمک خواست. به این ترتیب او با کمک برادرش، منتصرالملک، شورشی را آغاز کرد که نقطهٔ شروع آن در شهر مرزی تایباد بود.
شورش صولت السلطنه در دی ماه سال ۱۳۲۰ آغاز شد. نیروهای او از تایباد به سمت مشهد روانه شدند، مدتی بعد نیروهای شورشی باخرز و فریمان را هم به اشغال خود درآوردند و مصمم به تصرف شهر مشهد شدند. این در حالی بود که صولت السلطنه هنوز در مشهد بود و از این شهر شورش را رهبری می‌کرد. او پس از آنکه نیروهایش شهر فریمان را تصرف کردند اعلامیه‌ای در مشهد منتشر کرد. در بخشی از این اعلامیه آمده بود:
 با صدای رسا می‌گوییم که مخالف هر نوع رژیم دیکتاتوری هستیم، اگرچه در هر مملکتی حکم فرما باشد. ما جز حکومت دموکراتی حاضر نیستیم
زیر بار هیچ نوع حکومتی برویم و از سایر هموطنان عزیز استدعا داریم که با ما همدست شده تا مملکت از زیر بار جور و ستم نجات یابد.— صولت‌السلطنه هزاره، متن اعلامیه مشهد
در جریان وقایع شورش سال ۱۳۲۰، رابط دولت و صولت‌السلطنه، امیرتیمور کلالی بود.

## درگذشت
سرتیپ بیگلری در بهمن ماه ۱۳۲۰ با قوای نظامی به خراسان آمد وصولت السلطنه را در سنگ بست و فریمان سرکوب کرد. در این محل روز ۱۳ بهمن ۱۳۲۰ و در سرمای شدید زمستان نبردی سنگین میان دو طرف درگرفت که ۲ روز به‌طول انجامید و با شکست سنگین نیروهای صولت‌السلطنه به‌پایان رسید. صولت‌السلطنه هزاره دژ کلات را مرکز فعالیت خود قرار داد. در این موقع علی منصور (منصورالملک) به استانداری خراسان منصوب و مشغول به کار شد.
بنا به پیشنهاد او قوای نظامی به سرپرستی سرتیپ نخجوان به خراسان آمدند در اثر اقدامات استاندار و اخطار نظامیان صولت السلطنه تسلیم شد و به تهران اعزام گردید و سایر خان‌ها نیز دستگیر و افراد آن‌ها نیز خلع سلاح و پراکنده شدند.
صولت السلطنه هزاره باردیگر در سال ۱۳۲۲ هـ. ش از تهران خارج شد وخود را به باخرز رسانید، علی منصور یک نفر از افسران ناحیهٔ ژاندارمری خراسان را به نام ستوان یکم جمتاش با نامه‌ای نزد صولت السلطنه به با خرز فرستاد و او را دعوت کرد که به مشهد بیاید تا حضوری مذاکره و برای انجام خواسته‌های او تصمیم اتخاذ شود. ستوان یکم جمتاش به محل اقامت صولت السلطنه رفته و پیام استاندار را می‌رساند و در مورد آمدن او به مشهد اصرار می‌ورزد وکار به مشاجره می‌کشد و در اثر تیراندازی جمتاش به صولت السلطنه وبا هدف قرار دادن متقابل جمتاش توسط صولت هردو کشته شدند.

## میراث
شجاع‌الملک روستای احمدآباد را به نام پسرش صولت‌السلطنه، احمدآباد صولت نامید که امروزه نیز توسط مردم به همین نام خوانده می‌شود. روستاهای یوسف‌آباد، نقی‌آباد و محمدآباد نیز به نام پسران دیگرش احداث شدند. روستای احمدآباد پس از آنکه از او گرفته شد، به آستان قدس رضوی فروخته شد و او نتوانست پس از بازگشت به خراسان این روستا را پس بگیرد. محمدآباد نیز به روستایی تقریباً خالی از سکنه و بایر تبدیل شد. با اینکه قانونی برای بازگرداندن املاکی به صاحبانشان وضع شده بود که در زمان رضا شاه از آن‌ها به‌زور گرفته بودند. تا سررسیدن موعد اعتبار این قانون، صولت‌السلطنه و ورثه‌اش نتوانستند املاک را پس بگیرند و پس از مرگ او برادرانش با وضعیت مالی دشواری ناچار به کوچ به تهران شدند.
اینجا هم امیر تیمور کلالی به یاری خانواده صولت‌السلطنه آمد. او طرحی در قالب تبصره‌ای به قانون بودجه با امضای نمایندگانی دیگر همچون دکتر مصدق، عمادالسلطنه فاطمی، حسن نبوی و داود طوسی به تصویب مجلس رساند که دولت را مکلف می‌کرد املاک صولت‌السلطنه یا بهای آن را به ورثه‌اش بپردازد.

## کتاب
کاوه بیات در کتاب شورش خراسان و صولت السلطنه هزاره (زمستان ۱۳۲۰) به زندگی و فعالیت‌های او پرداخته‌است. این کتاب بار اول توسط انتشارات پروین در سال ۱۳۷۰ و برای بار دیگر در قالب یکی از عناوین مجموعه «برگی از تاریخ» که توسط انتشارات جهان کتاب چاپ می‌شود، به انتشار می‌رسد.